# Erich Habitzl
Erich Habitzl (né le 9 octobre 1923 à Vienne et mort le 26 septembre 2007) était un footballeur international autrichien des années 1940 et 1950.

## Biographie
En tant que milieu, il fut international autrichien à 11 reprises (1948-1951) pour 5 buts. Il participa aux Jeux olympiques de 1948, étant titulaire contre la Suède, mais il n'empêcha pas l'élimination au premier tour.

## Clubs
- 1940-1954 :  SK Admira Wien
- 1954-1956 :  RC Lens
- 1956-1957 :  FC Nantes
- 1957-1960 :  SK Admira Wien

## Palmarès
- Championnat de France de football
  - Vice-champion en 1956